# 夕凪ななか
夕凪 ななか（ゆうなぎ ななか、1983年3月15日 - ）は、日本の元AV女優。
北海道出身。血液型:AB型。身長:158cm。スリーサイズ:B86(D-70)・W60・H86。

## 略歴・人物
2003年にAVデビュー。
現在は引退している。

## 出演作品

### アダルトビデオ
2003年
- Picnic （9月13日、フリービジョン）…オムニバス作品
- 女子校生的ライフスタイル （9月15日、イマージュ）…オムニバス作品
- ミニスカ通学路 2 （9月20日、イマージュ）
- ミスキャプテン 7 未来へのステップ （9月20日、イマージュ）…オムニバス作品
- 家庭教師はガマンできない 12 （10月9日、クリスタル映像）…オムニバス作品
- ハツヌギ VOL.1 （10月23日、アトラスにじゅういち）…オムニバス作品
- 女子行員レイプ 狙われた銀行 （10月25日、アレックス）
- 乱痴 （11月21日、シャイ企画）

2004年
- 美乳酔 （1月31日、KUKI）…オムニバス作品
- SCHOOL U・G -性虐学級- （2月20日、イマージュ）
- 変態不倫妻 Vol.26 （3月、麒麟堂）
- 変態不倫妻 Vol.27 （3月、麒麟堂）
- 手コキクリニック 4 （3月4日、SODクリエイト）
- 痴女 ニンフォマニア （?、ドリームクエスト）
- 肉体労働の女 4 （3月24日、VIP）…オムニバス作品
- 集団♥痴女子校生 2 集団風俗ハイスクール 性コレMAX特大号 （5月3日、SODクリエイト）
- 鼻キューピット （5月3日、ナチュラルハイ）
- BIKINIマリンピック （?、イマージュ）
- ヴァージンレズ 彼女と彼女の初体験レズ vol.4 （5月28日、U&K）
- 童貞狩り学園 2 （6月4日、SODクリエイト）
- 痴レズ3 レズでオナニーさせてあげるわ （6月4日、SODクリエイト）
- イイ女狩り 2 （6月18日、ケイ・エム・プロデュース）…オムニバス作品
- シーサイドクイーンズ （6月20日、イマージュ）
- 実録ハプニング!! 恥祭り とある会社の乱れた大宴会 （?、ネクストイレブン）
- 敬語責め （7月3日、ワープエンタテインメント）
- Sea★Gal's （7月8日、ドリームチケット）…オムニバス作品
- 鬼畜系ハメ撮り制作委員会 File.1 『騙して中出し!!』 ななか20歳 （7月15日、U&K）
- 女子校生と海に行こう。 （7月20日、ネクストイレブン）
- 私立淫語ピンサロ学園高等部 あなたのおもらし当番になってあげる （7月22日、SODクリエイト）
- 淫乱OL発情日記 （7月23日、ケイ・エム・プロデュース）…オムニバス作品
- 元カノSNAP （?、アレックス）…オムニバス作品
- 放課後♥ブルマ エッチの練習♥ （8月5日、ドリームチケット）…オムニバス作品
- HARDCORE LESBIAN （8月10日、ドリームクリエイト）
- 憧れの巨乳女子校生センパイッが癒してあげる （8月15日、アレックス）…オムニバス作品
- 快楽女体盛り 〜夢の淫乱竜宮城〜 （9月12日、BAZOOKA）
- ザ★レズバトル ハイスクール （9月23日、SODクリエイト）

### 成年向け雑誌
2006年
- ハメコレ　VOLUME*01（6月1日、マックス）